# 南園克己
南園 克己（みなみぞの かつみ、1942年1月3日 - ）は、日本の経営者。日東紡社長。日本紡績協会会長。宮崎県都城市出身。

## 略歴
- 1942年（昭和17年） - 宮崎県北諸県郡高崎町（現都城市）出身[2]。
- 1960年（昭和35年） - 宮崎県立都城泉ヶ丘高等学校卒業[2]
- 1964年（昭和39年） - 九州大学経済学部卒業、日東紡績入社
- 1995年（平成7年） - 日東紡績人事部長[3]
- 1996年（平成8年） - 日東紡績取締役人事部長[3]
- 1999年（平11年） - 日東紡績取締役繊維事業部門長[3]
- 2001年（平13年） - 日東紡績常務取締役[3]
- 2003年（平成15年） - 日東紡績代表取締役常務取締役兼常務執行役員[3]
- 2005年（平成17年） - 日東紡績代表取締役社長兼社長執行役員就任[3]
- 2008年（平成20年） - 日東紡績代表取締役[3]
- 2013年（平成25年） - 日東紡績代表取締役社長[3]、日本紡績協会会長[4]
- 2014年（平成26年） - 日東紡績取締役会長[3]
- 2016年（平成28年） - 日東紡績取締役相談役[3]